# Josef Pahr
Josef Pahr (* 1. ledna 1940) je bývalý český fotbalový útočník.

## Hráčská kariéra
Karlovarský odchovanec hrál v československé lize za Spartak Praha Sokolovo (dobový název Sparty), vstřelil tři prvoligové branky. Ve II. lize hrál za Slavii Karlovy Vary, v sezoně 1959/60 skončili karlovarští na druhé příčce.

### Prvoligová bilance
| Ročník             | Zápasy | Góly | Minuty | Klub                      |
| ------------------ | ------ | ---- | ------ | ------------------------- |
| I. liga 1961/62    | 10     | 3    | 745    | TJ Spartak Praha Sokolovo |
| CELKEM I. ČS. LIGA | 10     | 3    | 745    |                           |